# Сьюдад-Камарго
Сьюдад-Камарго (исп. Ciudad Camargo) — город в Мексике, штат Тамаулипас, административный центр муниципалитета Камарго. Численность населения, по данным переписи 2010 года, составила 7984 человека.

## Общие сведения
Название города заимствовано у одноимённого испанского города в провинции Кантабрия.
Он был основан 5 марта 1749 года Хосе Эскандоном.